# El Azúcar (comuna)
La comuna de El Azúcar se encuentra asentada a 7,5 kilómetros de la actual carretera Guayaquil-Salinas, ubicada al Sur del Cantón Santa Elena, Ecuador, está a 28 minutos de recorrido de Santa Elena; tiene un total de 8435 hectáreas, con 2000 habitantes. La comuna es conocida por ser un territorio fértil y por el embalse El Azúcar que almacena un equivalente a 22 000 piscinas olímpicas, el líquido se distribuye por 22 kilómetros de canales y hace fructificar más de 3360 hectáreas agrícolas.

## Toponimia
Lo nativos conocieron que en la punta de una montaña el Cerro Azúcar; a 45,39 m. Había una roca que tenía forma de un pan, moldeado a la forma de un pan de dulce puesto que al encontrar dicha piedra a más de eso su material era de una piedra de “afilar machetes”, siendo así que según sus antepasados y los demás que habitaron décadas atrás definieron 2 teorías: el peñón era de dulce, como por ejemplo; existe arena de sal también hay arena de dulce y es por ello que así fue su primer nombre.  La piedra era en forma de una panela y dedujeron que debía llamarse la comunidad “Pan de Azúcar”. Luego de aquello hubo un artesano que talló la piedra dándole el nombre de Pan de Azúcar, frase que motivó a todos sus comuneros para bautizar al pueblo con dicho nombre.

## Historia
Los restos más antiguos que han sido encontrados en la zona de El Azúcar pertenecen a la cultura Valdivia, También cerca del pueblo El Azúcar identificaron asentamientos de la cultura Machalilla, Engoroy, y muy poco, de la Cultura Manteño–Huancavilca. Pero la mayoría de los restos arqueológicos encontrados en la zona alrededor de El Azúcar corresponden a la cultura prehispánica llamada Guangala en período de Desarrollo Regional; la cultura Huangala tuvo su florecimiento aproximadamente entre 200 a. C. y 800 d. C. y al parecer la zona de “El Azúcar” fue una de las grandes concentraciones en la Costa de asentamientos de esta cultura.
Se mantiene la tradición de festejar a la patrona del lugar, la Virgen del Quinche. El prioste y la comunidad entera aportan para la realización de las fiestas en su honor. En épocas pasadas la comunidad era Recinto, ahora es comuna y fue creada en el año 1949 y legalizada en 1956. El Ministerio de Agricultura entregó las tierras que hasta el día de hoy son comunales. La comuna dice ser descendiente de culturas preincásicas, con derechos ancestrales a la tierra, es una comunidad que comparte territorio, costumbres y ritos. Existen algunos lazos de parentesco entre sus miembros.

## Embalse El Azúcar
El embalse El Azúcar forma parte del sistema del trasvase Daule-Chongón-Santa Elena, que abastece de agua potable a más de 300 mil habitantes de unas 7 comunidades peninsulares y de los cantones La Libertad y Salinas. Este embalse fue construido en el período 1979-1983 por el desaparecido Instituto Ecuatoriano de Recursos Hidráulicos (Inerhi). Se alimenta del agua trasvasada desde la estación de bombeo de la represa Chongón, por medio del canal Chongón-Sube y Baja.   En el 94, la desaparecida Cedegé aumentó su volumen. Ahora está a cargo de la Empresa Pública del Agua y fue conectada por bombeo al embalse Chongón. En sus canales hay 192 tomas captación, que abastecen a 170 usuarios, entre personas naturales y jurídicas.